# 1602 en science
| Années de la science : 1599 - 1600 - 1601 - 1602 - 1603 - 1604 - 1605    |
| Décennies de la science : 1570 - 1580 - 1590 - 1600 - 1610 - 1620 - 1630 |

Cet article présente les faits marquants de l'année 1602 en science.

## Événements
- 15 mai : Bartholomew Gosnold découvre le Cap Cod, au Massachusetts actuel[1].
- 29 novembre : dans une lettre à Guidobaldo Del Monte, Galilée mentionne l'isochronisme des oscillations pendulaires ; en même temps il donne un premier énoncé, sans démonstration, de la « loi des cordes »[2]. Il commence à étudier les lois de la chute des corps, qui remettent en cause la physique d’Aristote.

## Publications
- Ulisse Aldrovandi : De animalibus insectis libri septem, cum singulorum iconibus ad vivum expressis, consacré aux insectes et à d'autres invertébrés ;
- Henry Briggs : A Table to find the Height of the Pole, the Magnetical Declination being given, Londres, 1602, in-quarto ;
- Félix Platter :  Praxis medica, 1602, 1604. Pour la première fois, les maladies sont classées en fonction de leurs symptômes ;
- Adrien Romain : Calculs de cordes : ici ou [PDF] Resolutionis chordarum arcubus circuli primariis subtensarum pars secunda et tertia: quibus usus geneseon et analyseos præcedenti libro propositarum uberrimus continetur, imprimé par Georgius Fleischmann, 1602 ;
- Nathanael Tarporley : Diclides Coelometricae ; a Preliminary Investigation.
- Johann Bayer achève son Atlas du ciel, Uranometria.
- Première publication du Theatrum chemicum, recueil de traités alchimiques par l'éditeur et strasbourgeois Lazare Zetzner.

## Naissances

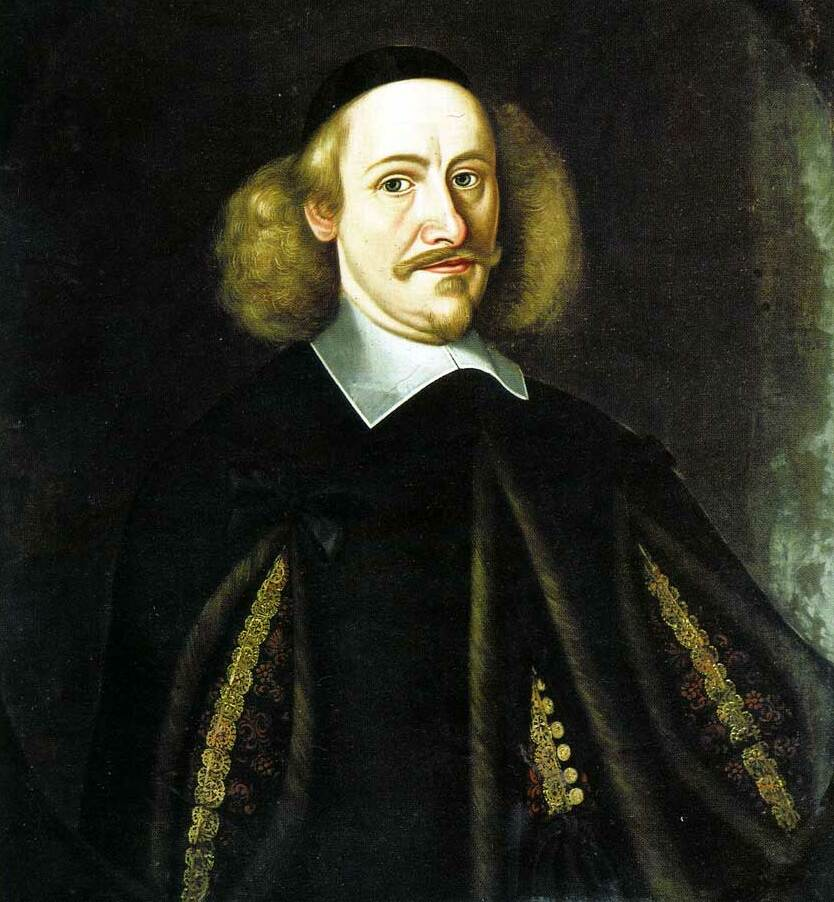
Otto von Guericke

- 20 janvier : Lemme Rossi (mort en 1673), théoricien de la musique, philosophe et mathématicien.
- 9 février : Théodore Moretus (mort en 1667), prêtre jésuite, mathématicien et architecte des Pays-Bas méridionaux.
- 18 mars : Jacques de Billy (mort en 1679), jésuite et mathématicien français.
- 9 août : Gilles Personne de Roberval (mort en 1675), est un mathématicien et physicien français, inventeur de la balance à deux fléaux dite « balance de Roberval ».
- 20 novembre : Otto von Guericke (mort en 1686), physicien et homme politique allemand connu pour ses expériences sur le vide, notamment les hémisphères de Magdebourg en 1654[3].

## Décès
- 23 juillet : Juan de Fuca (né en 1536), navigateur grec.
- 28 juillet[4] : Peder Sørensen (en latin Petrus Severinus, né vers 1540), médecin et alchimiste danois, disciple de Paracelse (1493-1541), auteur de Idea medicinæ philosophicæ (1571) sur la présence d’agents invisibles, cause des maladies.